# Joana D'Arc Félix de Souza
Joana D'Arc Félix de Souza (Franca, 22 de outubro de 1963) é uma professora e cientista brasileira. Recebeu o Prêmio Kurt Politzer de Tecnologia, na categoria "Pesquisadora do Ano", em 2014.
É docente e pesquisadora na Escola Técnica Estadual (ETEC) Prof. Carmelino Corrêa Júnior, em Franca, cidade do interior de São Paulo. Atua em pesquisas envolvendo reaproveitamento e aplicação de couro e pele suína entre outros.

## Biografia
Nascida em Franca, cidade do estado de São Paulo, filha de empregada doméstica e de um profissional de curtume, diz que aprendeu a ler aos 4 anos, sempre incentivada pelos pais a seguir o caminho da educação. Concluiu o ensino médio na Escola Estadual Torquato Caleiro. Influenciada pelo trabalho do pai, optou pelo curso de Química, sendo aprovada nos vestibulares da USP, Unesp e Unicamp, aos 19 anos de idade.
Ingressou na UNICAMP, onde fez iniciação científica sobre Sinteses de fenois padrões para análise de Produto de Refino do Petróleo durante a graduação em Química, tendo sido a primeira da família a concluir o ensino superior, em 1986.
Na mesma universidade concluiu seu mestrado em Química, em 1990, sob orientação da professora doutora Luzia Koike e, depois, concluiu o seu doutorado em Química, no ano de 1994., sob a orientação do professor doutor José Augusto Rosário Rodrigues.
Desde 1999, atua como docente e pesquisadora na Escola Técnica Prof. Carmelino Corrêa Júnior, em Franca, onde desenvolve pesquisas sobre cimento ósseo, que usa o colágeno do couro e a hidroxiapatita extraída da escama de peixes e soluções para que os resíduos do couro não afetem o meio ambiente.
Foi agraciada pela Associação Brasileira da Indústria Química (Abquim) com o Prêmio Kurt Politzer de Tecnologia em 2014 como reconhecimento aos projetos de inovação tecnológica na área, especialmente a pesquisa que desenvolveu a aplicação da pele suína em transplantes de pele em seres humanos.

## Premiações
- Prêmio Kurt Politzer de Tecnologia (2014). Entidade agraciadora: Associação Brasileira da Indústria Química (Abquim);[6][7][8]
- Prêmio ESEG de Gestão (2014), como professora orientadora. Entidade agraciadora: Centro Paula Souza e Escola Superior de Engenharia e Gestão.[9][10]

## Controvérsias

### Falsificação de currículo

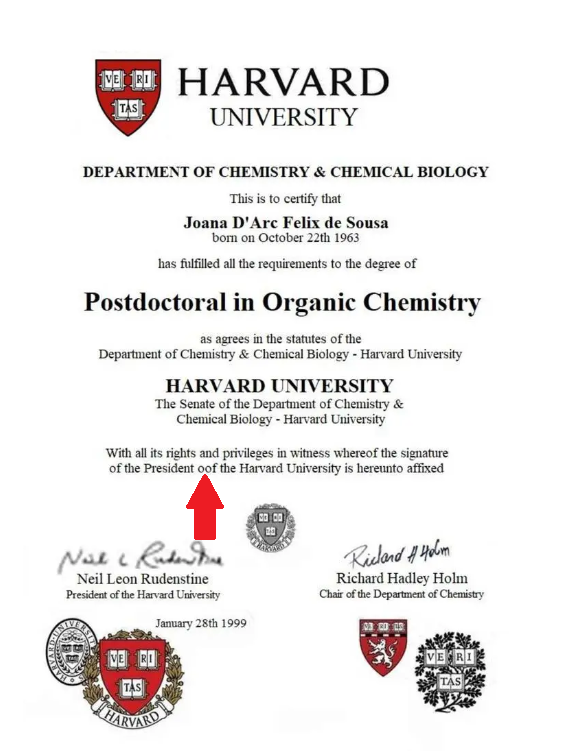
Diploma falsificado produzido pela docente Joana D'Arc e encaminhando ao jornal O Estado de São Paulo. É possível verificar a presença de erro gráfico na redação do conteúdo do suposto documento.

A docente é conhecida por sua história de superação, segundo a qual, vindo de família pobre, teria conseguido realizar um pós-doutorado em Harvard e recebido dezenas de prêmios acadêmicos. Seu relato foi indicado para ser representado em um filme. No entanto, apresentou diploma falso de pós-doutorado pela Universidade de Harvard, além de uma série de inconsistências em seus relatos acerca de sua trajetória acadêmica.
Em maio de 2019, uma reportagem do jornal O Estado de São Paulo trouxe à tona uma série de inconsistências no currículo da docente. De acordo com a reportagem, a professora apresentou um certificado de pós-doutorado falso da Universidade Harvard, além de ter informado que entrara aos 14 anos na graduação de química na Universidade Estadual de Campinas (UNICAMP), dado desmentido pela reitoria da Universidade.
Um dia após o surgimento das dúvidas acerca de sua trajetória, Joana D'Arc admitiu ter mentido sobre sua formação:

Nunca fui efetivada como aluna, porque não podia me ausentar por muito tempo, por conta dos problemas de saúde de minha mãe. Não tenho diploma de pós-doutorado em Harvard. Peço desculpas por esse transtorno. Foi uma falha minha e deveria ter dito antes que não tinha o certificado"

O próprio ex-orientador de Joana fez críticas à ex-aluna em uma entrevista. O pesquisador, professor titular do Departamento de Química Orgânica da UNICAMP declarou que não confiava nos resultados dela, "fala muito, mas comprova muito pouco".

### Dívida com a Fapesp
Souza também foi condenada pela Justiça a devolver 278 mil reais à Fundação de Amparo à Pesquisa do Estado de São Paulo (Fapesp) por não ter prestado contas de auxílios recebidos em uma pesquisa de 2007. A sentença contra Joana é de fevereiro de 2013. Na decisão, além da ausência da prestação de contas, o juiz Randolfo Ferraz de Campos ainda aponta irregularidades prestadas pela pesquisadora. A Justiça cobrou ressarcimento dos valores em sete oportunidades entre 2013 e 2016 sem que a ré se manifestasse. Em maio de 2017, a ação foi suspensa porque Joana não possuía bens no valor da ação a serem penhorados.

## Principais obras
- SOUZA, Joana D'Arc Félix de. (1990). Aspectos moleculares da fração acida de querosene de aviação: sintese de padrões (fenolicos, acidos carboxilicos e neutros) para analise em cromatografia gasosa acoplada a espectrometria de massas. Dissertação (mestrado) - Universidade Estadual de Campinas, Instituto de Quimica, Campinas/SP.[16]
- SOUZA, Joana D'Arc Félix de. (1994). Sintese total de (+)-cularina, (+)-sarcocapnina, (+)-sarcocapnidina (+)-crassifolina. Tese (doutorado em química) - Universidade Estadual de Campinas, Instituto de Química, Campinas/SP. [17]
- RODRIGUES, J. A. R.; LEIVA, G. C. ; SOUSA, J. D. F.. (1995). An Easy Entry To Isoquinoline Alkaloids By Aza-Wittig Electrocyclic Ring-Closure. TETRAHEDRON LETTERS, ESTADOS UNIDOS, v. 36, p. 59-62, 1995.
- SOUZA, Joana D'Arc Félix de; SALOMÃO, Maria da Graça. (2002). Capítulo 9 – Curtimento. In: Auricchio, P.; e Salomão, M. G. (Eds.). 2002. Técnicas de coleta e preparação de vertebrados para fins científicos e didáticos. Arujá/SP: Instituto Pau Brasil de História Natural.